# Megabit
Een megabit, afgekort Mbit, soms ook als Mb, is 1000 kilobit ofwel 1 000 000 bit.
Er wordt nog steeds veel gerekend met 1 Mbit = 1024 kbit, waarbij 1 kbit = 1024 bit. 1 Mbit is dan 1 048 576 bits.
Dit gebruik wordt ontraden sinds er een nieuwe standaard is voor binaire veelvouden van bytes. 131 072 kB, of 128 kibibyte, heet nu een mebibit, afgekort Mibit. Omdat er veel gerekend wordt met 1 Mbit = 1 048 576 bits, bestaat er nog steeds verwarring.
Computerspelfabrikanten zouden gedurende de jaren 80 en 90 van de 20e eeuw het ROM in een cartridge alleen om de verkoop in megabits op de verpakking weergeven. Dit was onder andere het geval bij MSX en Neo-Geo-cartridges. Voor de MSX-computer werden ze MegaRom-cartridges genoemd. Veel internetaanbieders geven snelheden in Mb/s aan, met een kleine b, wat door consumenten nog weleens wordt aangezien als MB/s. Dat is een factor 8 verschil.